# Энглунд, Петер
Пе́тер Э́нглунд (швед. Peter Englund; род. 4 апреля 1957, Буден) — шведский историк, профессор, член Шведской академии.

## Биография
Петер Энглунд родился 4 апреля 1957 года в Будене. После учёбы в родном городе и 15 месяцев службы в артиллерийских частях шведской армии он поступил в Упсальский университет для изучения археологии, теоретической философии и истории. К области его интересов прежде всего относились вопросы восприятия мира и общества шведами XVII века. Свои исследования он обобщил в 1989 году в докторской диссертации «Det hotade huset — Adliga föreställningar om samhället under stormaktstiden».
Параллельно с написанием диссертации Энглунд работал над книгой, посвящённой Полтавской битве. Она вышла в 1988 году под названием «Полтава. Рассказ о гибели одной армии». В книге автор  описал то, что происходило под Полтавой в июне 1709 года. Она имела большой успех в Швеции и весьма способствовала росту интереса у шведов к своей истории. «Полтава» была издана тиражом в четверть миллиона экземпляров и переведена на несколько языков. Позже, в 1995 году, она вышла и в России.
В 1993 году Энглунд выпустил первую книгу трилогии, в которой он намеревался всесторонне рассмотреть историю XVII века. Она получила название «Ofredsår» («Неспокойные годы»). В ней он повествует о том, как небольшая скандинавская страна Швеция превратилась в европейскую великую державу. Эта работа в том же году была удостоена Августовской премии в номинации «Специализированная литература» и была напечатана почти столь же большим тиражом, что и «Полтава».
В 2000 году Энглунд выпустил вторую книгу серии, получившую название «Den oövervinnerlige» («Непобедимый»). В ней он описывает 50-е гг. XVII века и тот кризис, который последовал после окончания Тридцатилетней войны. Третья книга трилогии ещё не вышла, но, по словам Энглунда, в ней будет рассмотрен период с 1660 года до редукции 1680-го.
С 2001 года Энглунд занимает профессорское место в стокгольмском Институте драматического искусства. 23 мая 2002 года Петер Энглунд был избран членом Шведской академии, а 1 июня 2009 года стал её постоянным секретарём.
Энглунд также является автором нескольких киносценариев. Он написал сценарий для телевизионного сериала «Ramona», повествующий о кризисе 1952 года, возникшем между СССР и Швецией после того, как над Балтикой были сбиты два шведских разведывательных самолёта. Другой сценарий был написан в соавторстве с Кристианом Петри и посвящён периоду Карла XII. Впоследствии он лёг в основу повести «Jag skall dundra» (2005), в которой описывается история, произошедшая со шведским фуражирным отрядом в 1706 году в Польше.
Ежегодно от имени Шведской академии объявляет журналистам лауреата Нобелевской премии по литературе.

## Награды
- Золотая медаль Его Величества Короля 8-го размера на ленте цветов ордена Серафимов (sGM8mserafb)